# Gaahl
Gaahl, pseudonimo di Kristian Eivind Espedal (Sunnfjord, 7 agosto 1975), è un cantante e cantautore norvegese black metal, conosciuto soprattutto per essere stato il frontman e vocalist dei Gorgoroth.

## Biografia
Gaahl nacque a Sunnfjord il 7 agosto 1975 e ha passato la sua infanzia a Espedal in Norvegia, una valle che appartiene alla sua famiglia da generazioni.

### Carriera musicale
Nel 1993 fondò la band Black metal Trelldom. Nella seconda metà degli anni novanta fondò la band Gaahlskagg con i musicisti Skagg (già chitarrista live dei Gorgoroth) e Sigfader. Si unì ai Gorgoroth nel 1998 durante la registrazione dell'album Destroyer. Il suo primo album completo come cantante dei Gorgoroth fu Incipit Satan, pubblicato nel 2000 dall'etichetta Nuclear Blast, al quale seguiranno Twilight of the Idols - In Conspiracy with Satan nel 2003 e Ad Majorem Sathanas Gloriam nel 2006.

### God Seed
Dopo aver perso la causa legale per l'uso del nome Gorgoroth, Gaahl e King ov Hell adottarono il nome God Seed (dal nome di una traccia contenuta in Ad Majorem Sathanas Gloriam) e ingaggiarono altri musicisti con i quali suonarono in due festival estivi: il With Full Force e l'Hellfest Summer Open Air. Nell'estate del 2009, però, Gaahl lasciò i God Seed e, al suo posto, King ov Hell ingaggiò Shagrath dei Dimmu Borgir con cui registrò un album, The Underworld Regime, non prima di aver ribattezzato la band Ov Hell. Nel gennaio 2012 uscì Live at Wacken, album che contiene materiale dal vivo (interpretato sotto il nome Gorgoroth, nel 2008, al Wacken Open Air) scritto da Gaahl e King nel 1999.
Il 28 marzo 2012, King ov Hell pubblicò sul MySpace ufficiale dei God Seed, la notizia che lui e Gaahl avevano passato gli ultimi mesi a registrare del nuovo materiale per l'album di debutto dei God Seed, esattamente tre anni dopo la formazione della band. Il 23 ottobre 2012 esce I Begin, il primo album in studio dei God Seed. Con l'uscita del disco, Gaahl è stato impegnato con King e gli altri musicisti con il tour di promozione. La sua decisione di abbandonare la scena Black metal e di rientrarci di nuovo dopo tre anni è stata spiegata dallo stesso cantante durante un'intervista, dove ha dichiarato: "Jeg var i Krig med meg selv" ("Ero in guerra con me stesso"). Il gruppo si sciolse definitivamente nel 2015.

### Altre attività
Gaahl è uno dei fondatori dei Wardruna, progetto folk con cui registrò due album in studio prima di lasciare il gruppo nel 2015.
Nel 2015 ha fondato il suo nuovo gruppo Gaahls Wyrd, con cui ha registrato il primo album, GastiR - Ghosts Invited, pubblicato nel 2019.

## Problemi con la giustizia
Nel febbraio del 2002 Gaahl venne arrestato con l'accusa di aver aggredito e torturato un uomo che era entrato in casa sua. Venne condannato a 14 mesi di carcere (dei quali ne scontò solo 4 e pagò una multa di 190,000 corone norvegesi).

## Vita privata

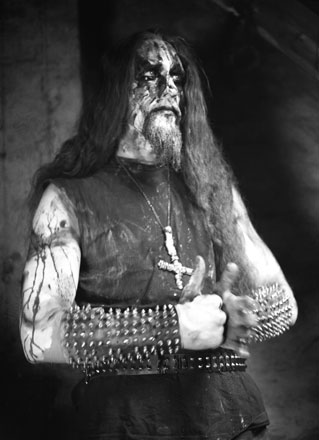
Gaahl nel 2003

Nel 2008 il cantante dichiarò pubblicamente la propria omosessualità, affermando che non ne aveva mai fatto segreto. Gaahl ha negato le accuse di neo-nazismo che gli furono rivolte, spiegando che da giovane era coinvolto in una gang senza alcuna affiliazione politica. In seguito solo alcuni membri erano diventati militanti di estrema destra, mentre lui e gli altri non li avevano seguiti. Nel 2010 è stato nominato "Persona Gay dell'Anno" a Bergen, in Norvegia.
Gaahl è un seguace dello sciamanesimo norvegese antico e un oppositore del cristianesimo. In alcune sue interviste, l'idea di Gaahl sulla religione lo spinge ad affermare che è l'uomo a dover essere il proprio dio, avendo egli una visione individualista della società.
Nel 2009 Gaahl diventò proprietario di una linea di abbigliamento norvegese indetta da DeVero, Wynjo, che in norvegese significa "ricerca della felicità e della perfezione".
Nel 2010 Gaahl prese parte al musical "Svartediket" durante il Bergen International Festival, tenutosi nel Den Nationale Scene. La sua partecipazione ha destato molto scalpore, soprattutto da parte della comunità religiosa, per via di alcune dichiarazioni dette dal cantante sugli incendi delle chiese.

## True Norwegian Black Metal
Gaahl apparve nel documentario True Norwegian Black Metal, dove egli accoglie nella sua casa a Espedal alcuni giornalisti. Nel corso del documentario il cantante mostra loro la scuola che egli ha frequentato fino a 18 anni; dopodiché li conduce in cima a una montagna di 1500 metri per mostrar loro la casa dei suoi nonni, casa che si erano costruiti da soli portando dalla valle tutti i tronchi degli alberi, dato che in prossimità della dimora non ve ne erano.

## Discografia
Trelldom
- 1994 - Disappearing of the Burning Moon (demo)
- 1995 - Til Evighet
- 1998 - Til et Annet...
- 2007 - Til Minne...

Gorgoroth
- 1998 - Destroyer
- 2000 - Incipit Satan
- 2003 - Twilight of the Idols - In Conspiracy with Satan
- 2006 - Ad Majorem Sathanas Gloriam

Gaahlskagg
- 1999 - Erotic Funeral Party I (split con i Stormfront)
- 2000 - Erotic Funeral

Sigfader
- 1999 - Sigfaders Hevner

God Seed
- 2012 - Live at Wacken
- 2012 - This From the Past (singolo)
- 2012 - I Begin

Wardruna
- 2009 - Runaljod - Gap Var Ginnunga
- 2013 - Runaljod - Yggdrasil

Gahhls Wyrd
- 2017 - Bergen Nov '15 (EP dal vivo)
- 2019 - Ghosts Invited (singolo)
- 2019 - From the Spear (singolo)
- 2019 - GastiR - Ghosts Invited
- 2021 - The Humming Mountain (EP)